# Jørgen Andreasen
Jørgen Andreasen er en dansk tidligere fodboldstræner. Han var træner for det danske kvindelandshold som vandt i VM-finalen i 1971 i Mexico City mod værtsnationen Mexico.